# L'Éveillé du pont de l'Alma
Pour plus de détails, voir Fiche technique et Distribution.
L'Éveillé du Pont de l'Alma est un film français réalisé par Raoul Ruiz, sorti en 1985.

## Synopsis
Deux insomniaques se retrouvent près du pont de l'Alma. Ils observent un couple dont la femme est enceinte. Ils abusent d'elle et elle se suicide.

## Fiche technique
- Titre : L'Éveillé du Pont de l'Alma
- Réalisation : Raoul Ruiz
- Scénario : Raoul Ruiz
- Production : Paulo Branco
- Musique : Gérard Maimone
- Photographie : François Ede
- Montage : Rodolfo Mendeles
- Pays d'origine :  France
- Genre : drame, fantastique
- Durée : 85 minutes
- Date de sortie : 2 octobre 1985

## Distribution
- Michael Lonsdale : Antoine
- Jean-Bernard Guillard : Marcel
- Olimpia Carlisi : Violette
- Jean Badin : le docteur
- Melvil Poupaud : Michel
- Kim Massée : Anne
- Franck Oger : L'aveugle